# Старий Корнин
Старий Корнин (Старий Корнін, пол. Stary Kornin) — село в Польщі, у гміні Дубичі Церковні Гайнівського повіту Підляського воєводства. Населення — 146 осіб (2011).

## Історія
Засноване до 1570 року. У 1975—1998 роках село належало до Білостоцького воєводства.

## Релігія
У селі розташована дерев'яна парафіяльна церква святого Архангела Михаїла та дерев'яна каплиця Святої Анни. Патронкою філіальної церкви в селі є свята Анна (Ганна).
Село відоме іконою Богородиці, яка з'явилася в Старому Корнині у 1704 році. До цієї, начебто чудотворної, ікони приходило чимало вірян. У 1783 році завдяки паломникам у селі збудована друга церква, присвячена святій Ганні. Під час біженства в 1915 році, коли місцеве православне населення виїхало вглиб Російської імперії, згадану ікону Богородиці також вивезли туди і згодом там вона була втрачена.
У селі, в Михайлівській церкві, щороку 7 серпня проводиться храмове свято (яке називають «отпуст» або «пристольний празник») під час вшановування Успіння Праведної Ганни (розм. Ганни, з цього свята починається осінній цикл свят на Північному Підляшші).

## Демографія
Демографічна структура станом на 31 березня 2011 року:
|          | Загалом | Допрацездатний вік | Працездатний вік | Постпрацездатний вік |
| -------- | ------- | ------------------ | ---------------- | -------------------- |
| Чоловіки | 75      | 8                  | 44               | 23                   |
| Жінки    | 71      | 3                  | 31               | 37                   |
| Разом    | 146     | 11                 | 75               | 60                   |

## Галерея

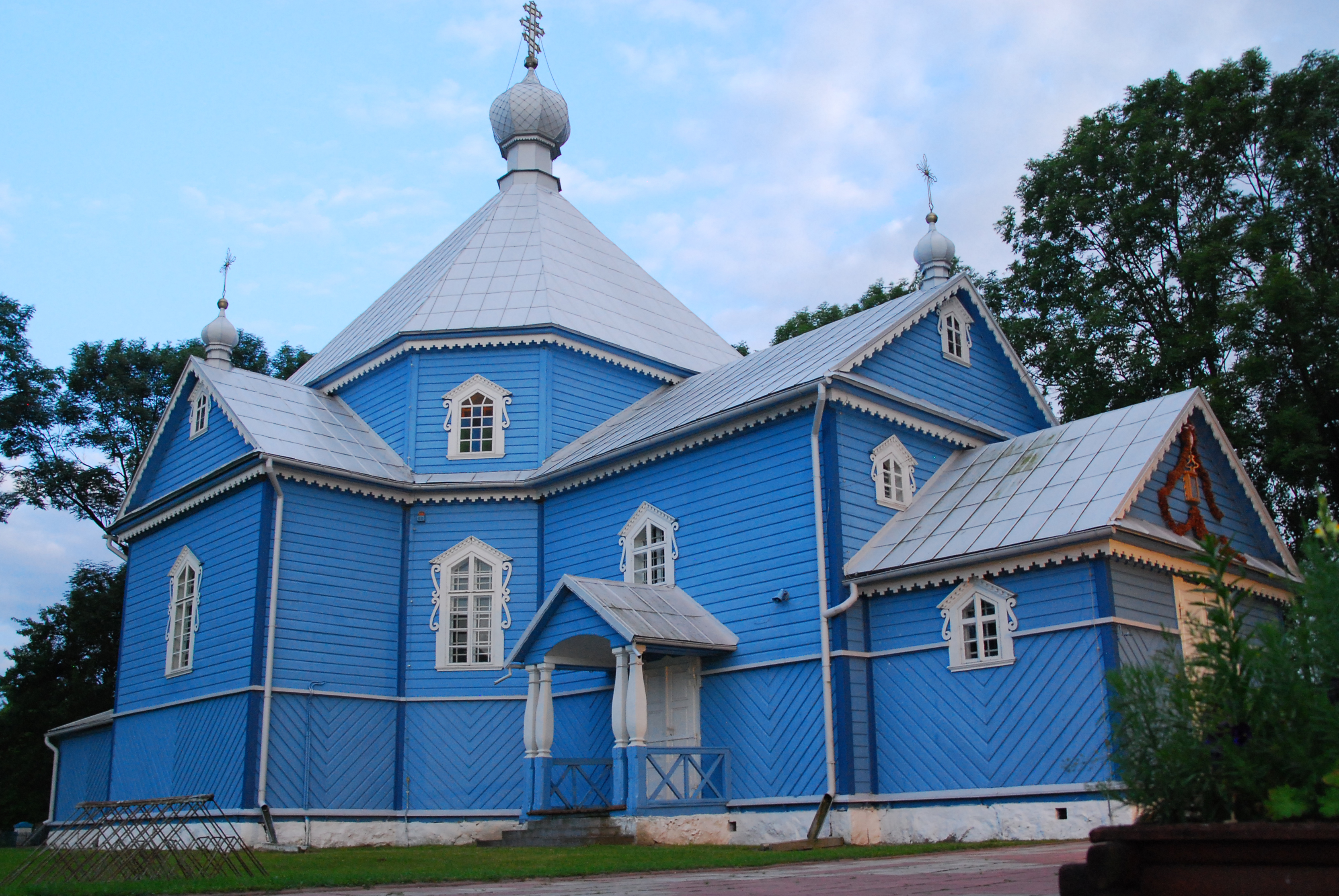
Православна церква святого Архангела Михаїла
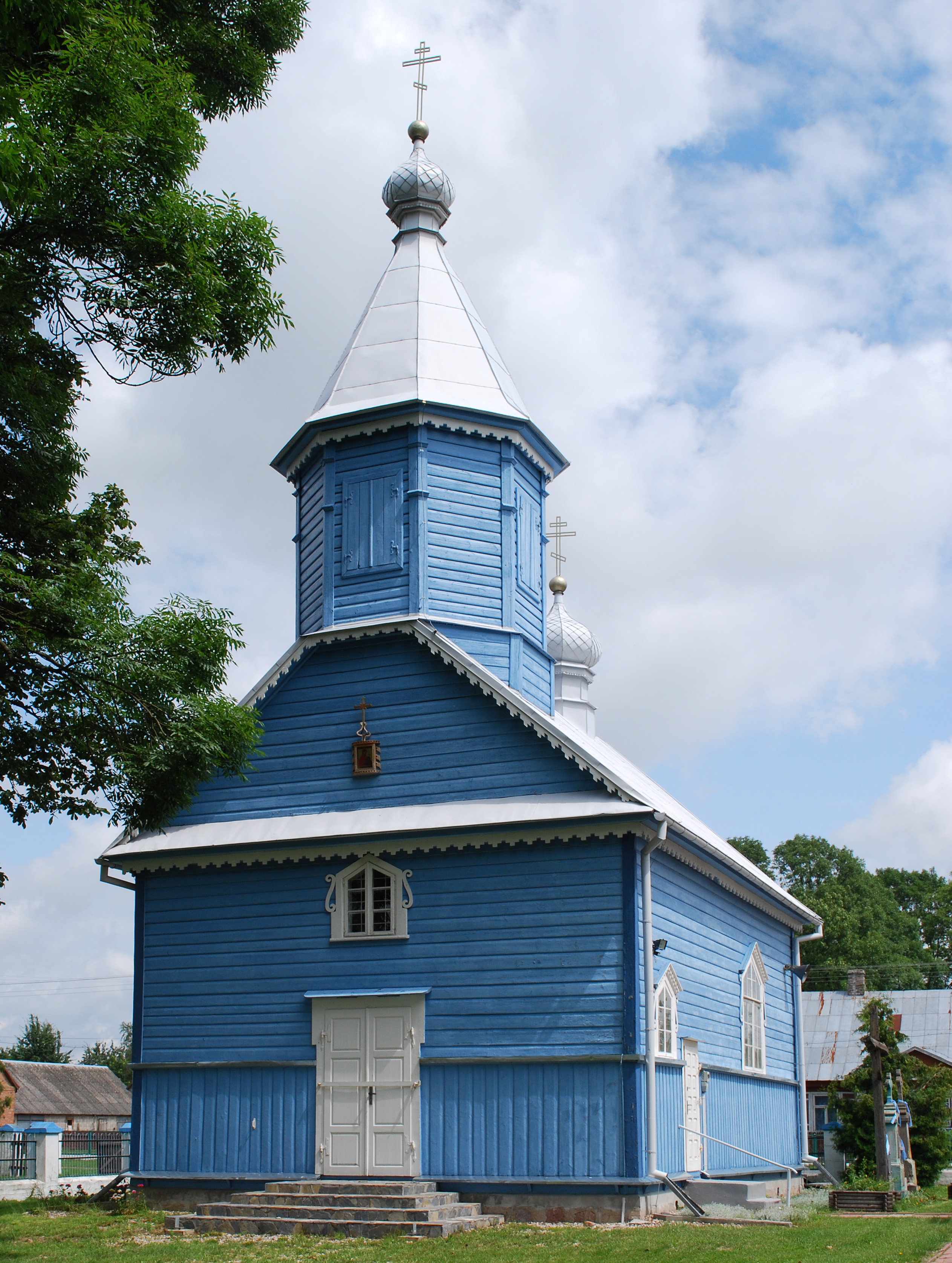
Православна каплиця Святої Анни
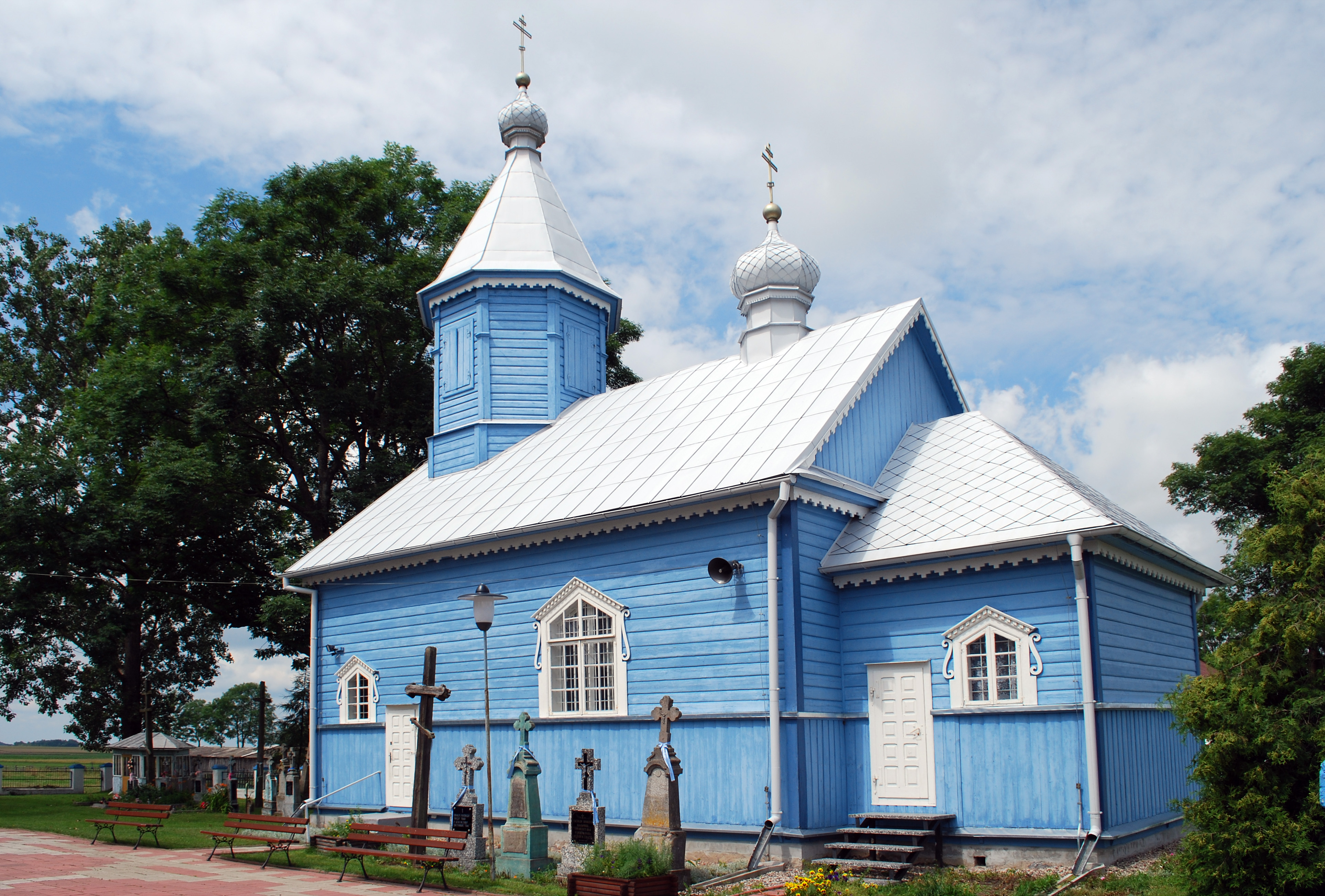
Православна каплиця Святої Анни